# Visual J++
Visual J++ (pronunciado jota mais mais em português e jay plus plus em inglês) foi a implementação específica da Microsoft para o Java. Criado para o Microsoft Windows, os programas criados nessa linguagem só podiam rodar na plataforma específica da Microsoft (Microsoft Java Virtual Machine), que foi uma tentativa de se criar uma plataforma mais rápida. Sintaxe, palavras-chave e as convenções da linguagem são idênticos ao Java.

## Microsoft (J++) contra Sun (Java padrão)
Enquanto o J++ copiava o Java da Sun em algumas especificações, a Microsoft não implementou alguns recursos do Java criado pela Sun.